# 特希纳的扎娜
特希纳的扎娜（俄语：Зана из Тхина）是指传闻中在东欧阿布哈兹森林中被所捕获的女野人。
1850年，扎娜在扎阿丹山（Заадан）附近的森林里被捕获，并最终被带到特希纳（Тхина）村献给了当地贵族Edgi Genaba（Эдже Генаба）。1962年，莫斯科的教授亚历山大·马什科夫采夫（Александр Машковцев）来到特希纳村调查传说中的女野人。1975年，伊戈尔·布尔采夫来到该村调查，在当地人的带领下，找到了扎娜的儿子赫威特（Khvit）的墓地，Khvit死于1954年。牛津大学教授布莱恩·赛克斯抽取札娜6名亲人的唾液，以及其子赫威特的牙齿进行DNA检测，发现虽然她们有部分非裔血统，但又不属于任何现有的非洲族群。